# Eparquia de Krutitsa
Eparquia de Krutitsa (em russo:  Крутицкая епархия), originalmente de Sarai (em russo:  Сара́йская / Са́рская), foi uma eparquia extinta da Igreja Ortodoxa Russa. O nome, desde 1920, é por vezes usado para designar a parte da eparquia de Moscou administrada pelo metropolita de Krutitsa como vigário patriarcal.
A partir de 1922 existiu uma eparquia renovacionista com o mesmo nome, inicialmente chefiada por Antonino Granovski.

## História

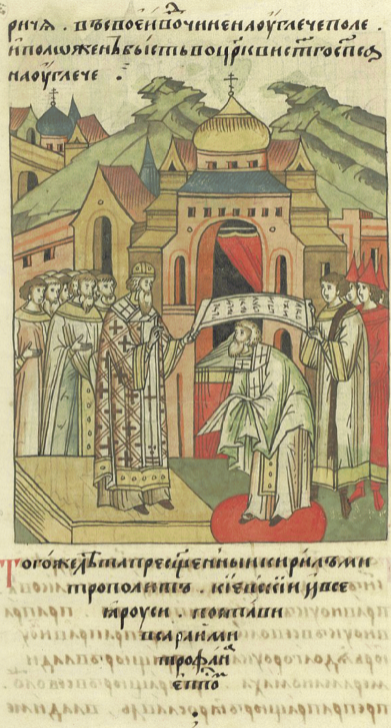
O metropolita Cirilo II consagra Metrofanes como bispo de Sarai.

Estabelecida em 1261 pelo metropolita Cirilo II de Kiev e de Toda a Rússia a pedido do grão-duque Alexandre Nevski com a permissão do governante da Horda Dourada, Berque, com sé em Sarai-Batu, a capital da Horda Dourada.
A eparquia de Sarai ocupou todo o sul da Rússia entre o Volga e o Dnieper. O primeiro bispo de Sarai foi Metrofanes (1261-1269), sob cujo controle também estava localizada a eparquia de Pereiaslav.
Em 1788 foi abolida com anexação à eparquia de Moscou, e as cidades de Belev e Odoev foram transferidas para a eparquia de Kolomna. Quando os bispos diocesanos foram registrados por oblast, por decreto do imperador Paulo I em 1799, em vez da eparquia de Krutitsa, foram estabelecidas as eparquia de Kaluga e Borovsk.
As fronteiras da eparquia de Sarai-Krutitsa expandiram-se até ao fim da sua existência no século XVIII. No final do século XVII, incluía: Bolkhov, Mtsensk, Karachev, Livni, uma parte significativa da eparquia de Kaluga (dentro das fronteiras do século XIX, excluindo Kaluga), Viazma , Mozhaisk e outras cidades da atual eparquia de Moscou. No final do século XVIII, a eparquia era uma das mais extensas da Igreja Russa, unindo 907 igrejas.
Sob a eparquia de Krutitsa em 1788 havia 8 mosteiros masculinos, 6 mosteiros femininos, dos quais em 1764, de acordo com a 3ª revisão, havia 18.888 camponeses, 160 monges, 22 freiras, 903 igrejas,  1.117 padres, diáconos - 624, clérigos - 2.130, pátios paroquiais - 82.124.
O título foi restaurado em 1918 para o vigário patriarcal.
De acordo com o Regulamento sobre a Administração da Igreja Ortodoxa Russa de 1945, “para facilitar ao Patriarca o cuidado dos assuntos gerais da Igreja, a Eparquia de Moscou é administrada, sob a direção do Patriarca, com os direitos de um Bispo Diocesano, por o Vigário Patriarcal com o título de Metropolita de Krutitski”, além disso, durante o período de interpatriarcado “O Metropolita de Krutitsky entra em gestão independente Eparquia de Moscou".
Desde 1947, tem seu nome moderno - Krutitskaia e Kolomenskaia, e o título do chefe da eparquia é Metropolita de Krutitski e Kolomenski.

## Designações
- Saraiskaia (1261);[2][4]
- Pereiaslavskaia e Saraiskaia (1269);[2][4]
- Saraiskaia e Podonskaia (1291);[2][4]
- Sarskaia e Podonskaia (1450);[2][4]
- Krutitskaia e Podrelskaia (1742);[2][4]
- Krutitskaia e Mozhaiskaia (1764-1788);[2][4]

- Krutitskaia (1920);[2][4]
- Krutitskaia e Kolomenskaia (a partir de 1947).[2][4]